# Irisbus Midway

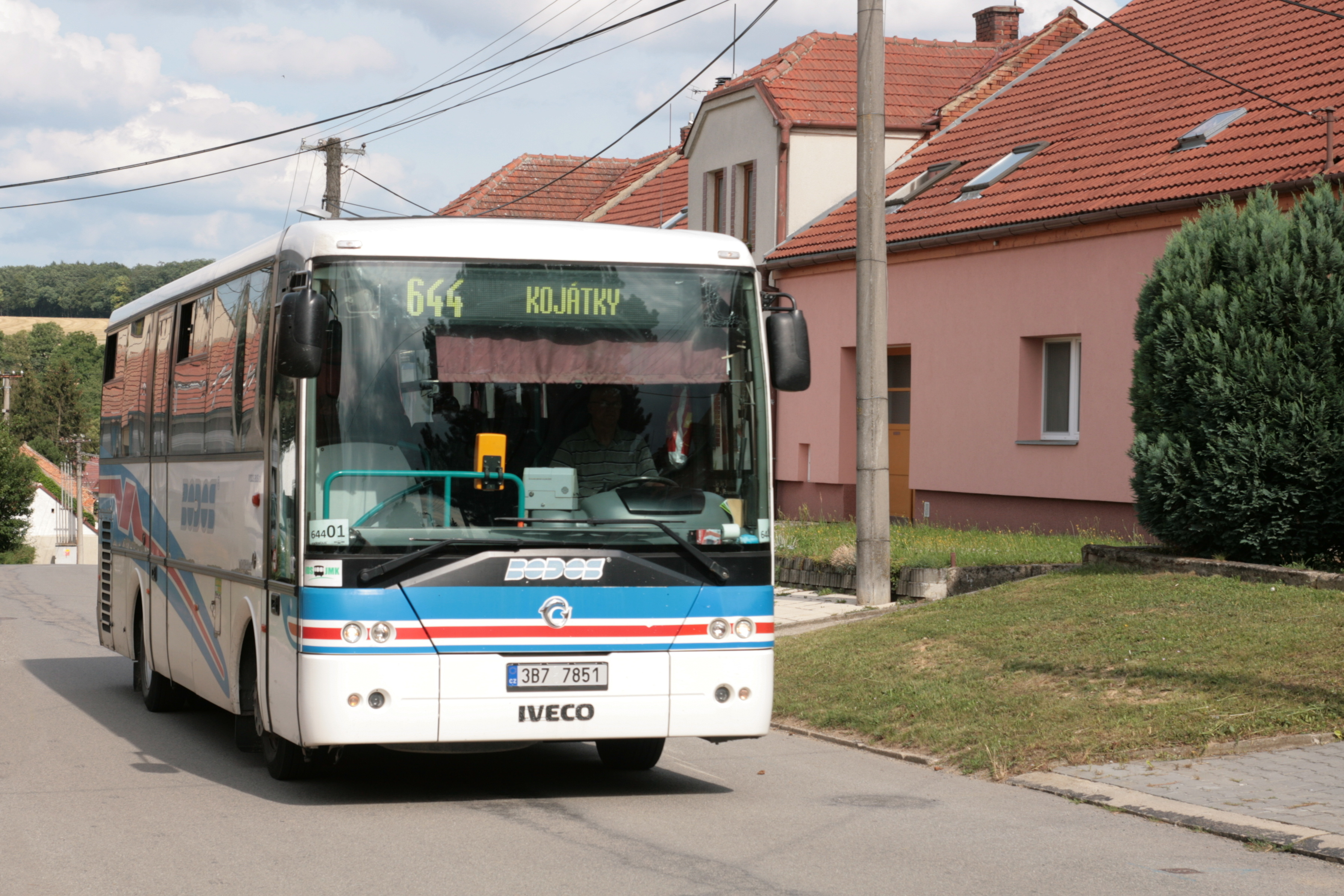
Autocar Irisbus-Iveco Midway en version service de ligne en République Tchèque

Le Midway est un autocar extra-urbain de taille « Midi », commercialisé par Irisbus entre 2004 et 2008 et carrossé par Ikarus sur un châssis Iveco Midirider.
Le midibus Irisbus Midway a été présenté en octobre 2003 lors du Salon Busworld de Courtrai en Belgique. L'assemblage est réalisé dans l'usine Ikarus de Budapest et Karosa de Vysoké Mýto en Pologne, deux filiales d'Irisbus-Iveco.

## Caractéristiques
Il dispose d'un moteur Iveco Tector F4A placé à l'arrière. Le Midway est une version moins bien équipée du Midys, avec un moteur moins puissant, sans climatisation ni possibilité d'installer des toilettes à l'arrière.
Deux configuration de ports sont possibles :
- Une porte avant et une porte arrière dans le porte-à-faux ;
- Une porte avant et une porte centrale large avec accès PMR par élévateur.

Selon certaines sources tchèques, 298 exemplaires auraient été immatriculés en Europe jusqu'en 2008 ; mais aucune information sur les modèles 2009-13

## Diffusion
L'Irisbus Midway a connu un très gros succès dans plusieurs pays de l'Est : Hongrie, Tchéquie et Pologne notamment, où il est carrossé. 
En France, 188 exemplaires ont été immatriculés. Son utilisation a été très polyvalente. On le retrouve principalement sur :
- Lignes régionales TER : en Aquitaine, Centre-Val de Loire, Limousin, Pays de la Loire et Rhône-Alpes,
- Lignes Transisère,
- Autocars communaux et collectivités locales,
- Gendarmerie Nationale,
- Véhicules de l'Armée de terre.